# ایل زیار
ایل زیار یا زیودار از ایلات  لر منطقهٔ استان ایلام و خوزستان و همدان و لرستان است. 

## پیشینه
روایت‌ها دربارهٔ تبار و خاستگاه این ایل متفاوت و گاه متضاد است. پیر اوبرلینگ در مقالهٔ ایل زیودار در دانشنامه ایرانیکا این ایل را لر خوانده‌است. اما در مقاله‌ای دیگر در همان دانشنامه و به نقل از اسکار مان، زیودار ها را در شمار ایلات منطقه فارس آورده‌است.
سکندر امان الهی بهاروند، نویسندهٔ مقاله‌های بیرانوند در دائرةالمعارف بزرگ اسلامی و دانشنامه جهان اسلام، از هنری راولینسون نقل کرده‌است که خاستگاه کل ایل زیودار و نیز حسنوند از کوهدشت یا مندلی عراق است. اما اوبرلینگ برداشت متفاوتی از نوشته‌های راولینسون دارد و به نظر او راولینسون تنها خاستگاه شاخهٔ کمالوند (یکی از دو شاخهٔ اصلی ایل زیودار) را از بختیاری دانسته‌است. نوشته‌های راولینسون از قول میرزا بزرگ، حاکم لرستان، بوده‌است. بنا بر تاریخ شفاهی زیودار ها آن‌ها از نسل به نام مرداویچ زیاری که از مردم دیلم از گیلان هستند؛ اما امان الهی بهاروند معتقد است خاستگاه مکانی زیارها را باید در مناطق درون یا برون مرزی غرب ایران جست.